# Monjas
Monjas est une ville du Guatemala dans le département de Jalapa.